# Lawe Sagu
Lawe Sagu is een bestuurslaag in het regentschap Aceh Tenggara van de provincie Atjeh, Indonesië. Lawe Sagu telt 261 inwoners (volkstelling 2010).